# Ichneutica
Ichneutica is een geslacht van vlinders van de familie Uilen (Noctuidae), uit de onderfamilie Hadeninae.

## Soorten
- I. cana Howes, 1914
- I. caraunias Meyrick, 1887
- I. chryserythra Hampson, 1905
- I. dione Hudson, 1898
- I. homerica Howes, 1943
- I. lindsayi Philpott, 1926
- I. marmorata Hudson, 1924
- I. nervosa Hudson, 1922
- I. notata Salmon, 1946